# Volo Trigana Air Service 267
Il volo Trigana Air Service 267 (o anche solo Trigana Air 267) era un collegamento passeggeri di linea da Sentani a Oksibil, nella provincia indonesiana orientale di Papua, Indonesia. Il 16 agosto 2015, l'ATR 42 turboelica operante il volo precipitò in fase di avvicinamento nella regione degli altipiani di Bintang nella regione di Oksibil, uccidendo tutti i 49 passeggeri e i 5 membri dell'equipaggio.
Con 54 morti è il peggior incidente ad avere coinvolto un ATR 42 e il peggiore della compagnia aerea dalla sua istituzione nel 1991.
Il National Transportation Safety Committee indonesiano ha pubblicato il suo rapporto finale sull'incidente nel dicembre 2017. La deviazione dalla guida visiva per l'avvicinamento e dalle regole di volo a vista senza riguardo per le condizioni meteorologiche e alla vicinanza al suolo e la probabile disattivazione del sistema EGPWS hanno contribuito direttamente all'incidente, aggravato dalle carenze nella cultura della sicurezza della Trigana Air.

## L'aereo
L'ATR 42 in questione, registrato come PK-YRN, era stato prodotto nel 1988 e aveva prestato servizio negli Stati Uniti prima di essere trasferito a Trigana Air nel 2005. La compagnia aerea operava con altri 5 aeromobili dello stesso tipo e 3 della più grande variante ATR 72 al momento dell'incidente. Gli aeromobili operati da Trigana Air furono coinvolti in 14 incidenti gravi tra il 1992 e il 2016, 11 dei quali andati completamente distrutti.

## Passeggeri ed equipaggio
L'aereo trasportava 49 passeggeri e 5 membri dell'equipaggio. Il manifesto passeggeri rilasciato da Trigana Air indicava che tutti a bordo erano indonesiani. C'erano 44 adulti, 3 bambini e 2 neonati tra i passeggeri. In cabina di pilotaggio si trovavano due piloti: il comandante Hasanuddin (60 anni) era entrato a far parte di Trigana nel 2000, aveva 25 200 ore di esperienza di volo totale, delle quali 7 300 con l'ATR 42. Il primo ufficiale Aryadin Falani (44 anni) era entrato a far parte di Trigana nel 2008 e aveva un totale di 3 800 ore di esperienza di volo, di cui 2 600 sull'ATR 42. Entrambi sono stati descritti da Trigana come piloti molto esperti.
Tra i passeggeri c'erano quattro militari delle poste diretti a Oksibil per distribuire la carta Indonesia Sejahtera, un programma per i poveri che il presidente Joko Widodo aveva sviluppato e promosso durante la campagna per le elezioni presidenziali indonesiane del 2014. Secondo quanto riferito, trasportavano circa 6,5 miliardi di rupie (470.000 dollari). Anche tre funzionari del governo locale e due membri del Consiglio dei rappresentanti regionali erano a bordo per partecipare alle celebrazioni a Oksibil per il 70º anniversario dell'indipendenza dell'Indonesia.

## L'incidente
Il volo della Trigana Air era decollato dall'aeroporto di Sentani a Jayapura alle 14:22 WIT (GMT+ 9, 05:22 UTC) e avrebbe dovuto atterrare all'aeroporto di Oksibil circa alle 15:16. Oksibil è una remota città vicino al confine del paese con la Papua Nuova Guinea. L'aeroporto di Oksibil non aveva un sistema di atterraggio strumentale per guidare gli aerei verso l'atterraggio perché si trova vicino a una montagna.
Il contatto con l'aereo venne perso alle 14:55 circa. Non c'era alcuna indicazione che l'equipaggio avesse effettuato una chiamata di soccorso. L'equipaggio avrebbe dovuto prendere contatto con il personale di terra all'aeroporto di Oksibil intorno alle 15:00. I tentativi di contattare l'aereo da parte dei controllori non ebbero successo. Al momento dell'incidente, l'aereo stava percorrendo l'ultima parte della rotta.

### Le condizioni meteorologiche
Furono rilasciate dichiarazioni contrastanti riguardo alle condizioni meteorologiche. Il tempo burrascoso fu inizialmente citato come una possibile causa dell'incidente, ma successivamente fu confermato che era sereno. Il Ministro dei Trasporti Ignasius Jonan dichiarò che il maltempo non era la causa dell'incidente. I dati dell'ufficio locale dell'Agenzia Indonesiana per la meteorologia, la climatologia e la geofisica avevano mostrato che le condizioni meteo al momento dell'incidente fossero buone. Anche l'equipaggio di un altro aereo che era atterrato prima dello schianto del volo 267 riferì che le condizioni all'epoca erano "buone".

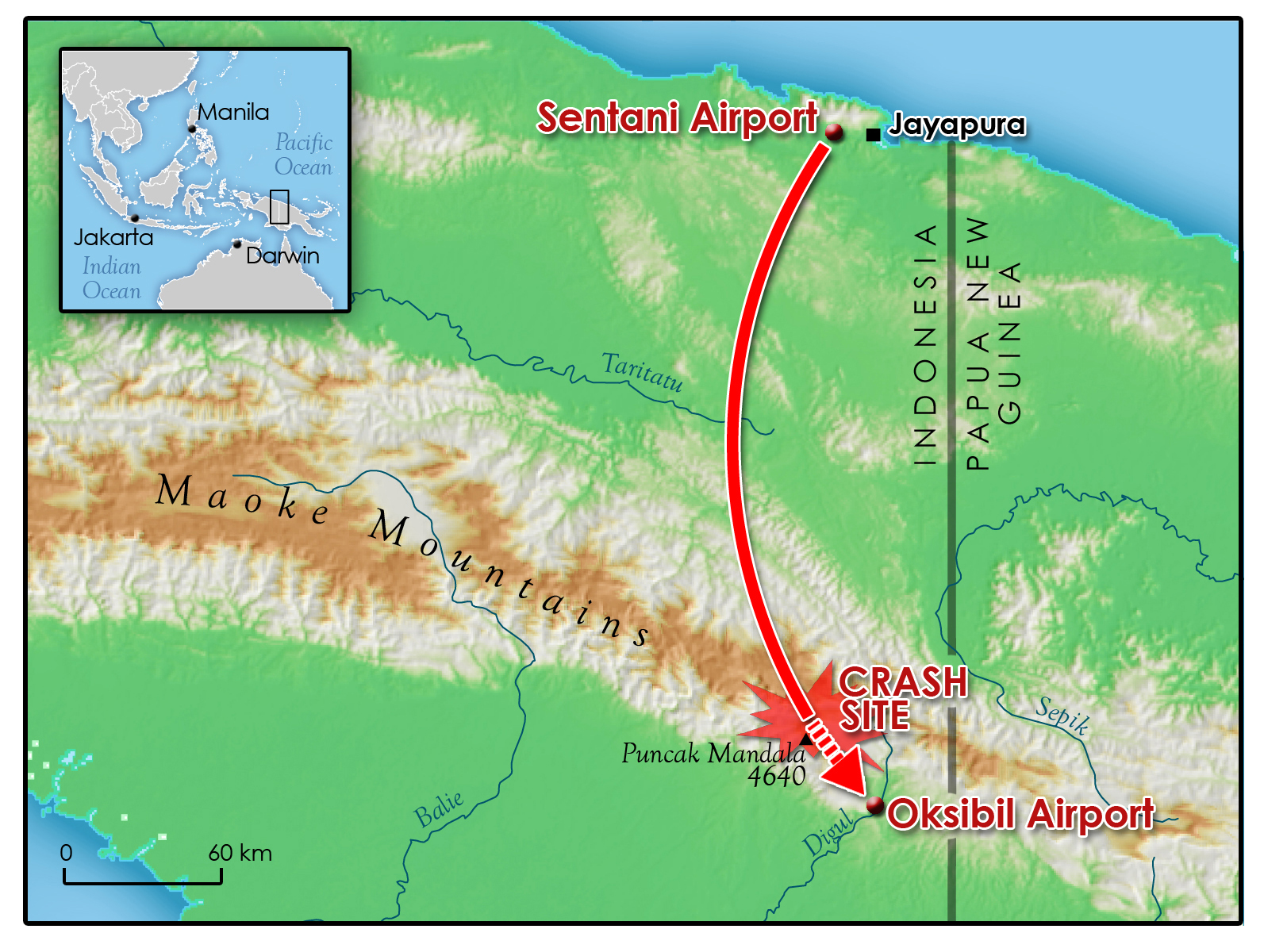
Mappa che mostra il luogo del disastro.

Diversi piloti avevano affermato che il volo nella regione era difficile. Un pilota, il comandante Andhy Gunawan, aveva dichiarato che il terreno in Papua era molto pericoloso e aveva avvertito che anche le condizioni meteorologiche nella zona fossero pericolose, poiché la visibilità avrebbe potuto essere limitata. Il Ministero dei Trasporti aveva riconosciuto che l'apparecchiatura del sistema di navigazione aerea dell'Indonesia era molto obsoleta e risaliva agli anni cinquanta, specialmente in aree remote come Papua. La maggior parte degli aeroporti in Papua all'epoca non disponeva di moderni aiuti alla navigazione. Senza questa attrezzatura, gli equipaggi dovevano condurre le operazioni secondo le regole del volo strumentale e fare affidamento sulle regole del volo a vista. Questo fatto, tuttavia, avrebbe potuto rivelarsi pericoloso in quanto il tempo di Papua era "spietato e imprevedibile", con la maggior parte degli aeroporti che non ricevevano rapporti sulle condizioni meteorologiche nell'area.

## Le ricerche
Alle 15:30, la National Search and Rescue Agency indonesiana (BASARNAS) inviò un aereo di ricerca per trovare l'ATR 42 scomparso. La ricerca fu sospesa a causa della nebbia per poi riprendere, con diversi aerei di ricerca aggiuntivi coadiuvati da una squadra di ricerca a piedi, il 17 agosto. I residenti locali contattarono la Polizia riferendo di aver visto l'aereo schiantarsi sul monte Tangok nel distretto di Okbape della reggenza dei Monti Bintang. I ricercatori aviotrasportati individuarono il relitto a circa 12 km da Oksibil. Il Ministero dei Trasporti indonesiano confermò che il relitto si trovava a un'altitudine di 8 300 piedi (2 500 m) e tutti i 54 passeggeri e l'equipaggio erano morti nell'incidente. Il terreno stesso non era mai stato esplorato in precedenza dagli esseri umani, secondo i funzionari del BASARNAS.

## Il recupero
BASARNAS inviò 250 persone a Oksibil in risposta all'incidente. A causa dell'aria rarefatta ad alta quota, i soccorritori non furono in grado di utilizzare il trasporto aereo per recuperare vittime o relitti, rendendo necessario un recupero via terra. Il terreno stesso fu descritto come "molto ripido". Ci vollero circa 3 giorni per raggiungere il relitto a piedi, o 6 ore su veicolo. La Polizia Nazionale Indonesiana inviò 3 squadre di identificazione delle vittime di disastri (DVI) nell'area per identificare le vittime dell'incidente. I corpi vennero poi trasportati in un ospedale militare a Jayapura. Tuttavia, il maltempo e la scarsa visibilità ostacolarono gli sforzi di ricerca e soccorso. I sistemi meteorologici attorno al relitto erano "imprevedibili", secondo il BASARNAS. L'identificazione delle vittime avvenne tramite l'esame del DNA, calchi dentali e analisi forensi del DNA dei membri della famiglia sopravvissuti. Le famiglie inviarono alla polizia i dati post mortem e ante mortem.
Entro il 18 agosto furono individuati tutti i corpi, ma il maltempo ne impediva il recupero. I cadaveri di alcune vittime erano intatti e mostravano ferite da ustione, altri erano mutilati e difficili da identificare. Le foto scattate dal luogo dell'incidente rivelarono che l'aereo era stato pesantemente frammentato in pezzi più piccoli dalla forza dell'impatto senza alcuna possibilità di sopravvivenza per le persone a bordo. Al calar della notte, il 19 agosto, solo 17 corpi erano stati portati via dal luogo dello schianto. I rapporti iniziali secondo cui entrambi i registratori di volo erano stati trovati in buone condizioni furono successivamente contraddetti, poiché il 19 Agosto le autorità avevano rivelato che il registratore dei dati di volo (FDR) non era ancora stato trovato. Il giorno dopo comunicarono ai media il suo ritrovamento.

## Le indagini

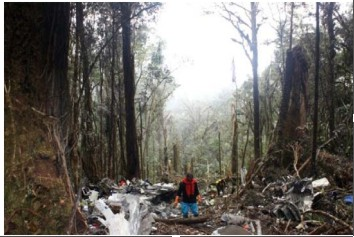
Il luogo dello schianto del volo 267.

Il National Transportation Safety Commitee (NTSC o KNKT) aprì un'indagine sull'incidente. In linea con le normative internazionali, poiché l'aereo era stato costruito in Francia, il Bureau d'Enquêtes et d'Analyses pour la sécurité de l'aviation civile (BEA) partecipò inviando 3 investigatori. Anche l'azienda produttrice degli aeromobili ATR mandò 4 consulenti tecnici.
Il manifesto di volo rilasciato da Trigana risultò errato, corrispondendo invece ad un altro suo volo. Di conseguenza, il presidente dell'aeroporto di Sentani fu licenziato dal Ministero dei Trasporti. Anche 16 lavoratori furono indagati dalla Polizia a causa del loro coinvolgimento. Due membri del personale di Trigana rimasero in custodia. Ignasius Jonan, ministro indonesiano dei trasporti, criticò il personale dell'aeroporto dicendo che la situazione era un "grande casino" e doveva essere ripulita.
Gli investigatori ricostruirono la traiettoria di volo prevista del volo 267 utilizzando Google Earth, i dati del CVR e la sua analisi dello spettro. Riferirono che il registratore di dati di volo era inutilizzabile. L'analisi del CVR rivelò che alle 14:55 ora locale, l'equipaggio del volo 267 aveva dichiarato la propria intenzione di effettuare un avvicinamento diretto da sinistra. Subito dopo, il volo 267 aveva deviato dalla rotta di volo prevista.
L'area sul lato destro dell'ATR era circondata da un terreno montuoso. In alcune zone arrivavano fino ad un'altezza di 8 000 piedi (2 400 m). Inoltre, il tempo imprevedibile di Papua avrebbe facilmente messo in pericolo il volo. I piloti riferirono che le nebbie a volte "venivano fuori dal nulla", il che poteva limitare la visibilità. Sebbene nella zona fossero state segnalate buone condizioni, c'erano anche nebbie localizzate. Secondo l'NTSC, sulla base dell'analisi del CVR, il volo 267 era passato attraverso nuvole e nebbie. L'altitudine del volo 267 non era sufficiente per passare le montagne, coperte in quel momento. È plausibile che non avevano notato quanto fossero vicini al suolo.
Il team investigativo decise di indagare sulla motivazione dell'equipaggio a deviare dalla traiettoria di volo prevista. Controllarono il precedente volo dell'equipaggio da Sentani a Oksibil. Scoprirono che l'equipaggio aveva effettuato esattamente la stessa azione: un avvicinamento diretto deviando dalla traiettoria di volo prevista. A questo punto, gli investigatori affermarono che l'equipaggio avrebbe potuto essere troppo sicuro delle proprie capacità di volo. Similmente ai piloti del volo TransAsia Airways 222, l'anno prima, a causa del loro precedente successo nell'atterraggio (volando al di sotto dell'altitudine minima di sicurezza), l'equipaggio credeva di poter agire similmente un'altra volta senza considerare le conseguenze. L'equipaggio aveva accumulato migliaia di ore di volo e conosceva bene l'aeroporto. A causa della loro familiarità con il terreno, tendevano ad essere troppo sicuri delle loro abilità. Pertanto, la loro consapevolezza situazionale era ridotta in modo significativo.
Tuttavia, non ci sarebbe stato alcuno schianto se l'EGPWS avesse suonato e avesse avvertito l'equipaggio della loro vicinanza al terreno. L'NTSC notò che l'EGPWS non aveva risuonato affatto durante gli ultimi istanti del volo, anche se il velivolo stava per colpire la montagna. Gli investigatori rivelarono che l'interruttore di circuito responsabile dell'attivazione dell'EGPWS era stato rimosso dall'equipaggio del volo 267. In maniera simile alla tragedia del Sukhoi Superjet sul Monte Salak, l'equipaggio aveva bloccato di proposito l'avvertimento dell'EGPWS. Il personale di gestione della Trigana Air dichiarò che alcuni piloti avevano detto che gli allarmi a volte risuonavano in condizioni inadeguate. Ciò portava alcuni piloti a pensare che l'EGPWS funzionava male. Pertanto, questo strumento era stato disattivato tirando l'interruttore. La direzione aveva individuato alcuni piloti, tra cui quello coinvolto dell'incidente, che avevano l'abitudine di disinserirlo.
Secondo il rapporto finale, l'interruttore dell'allarme di prossimità al suolo era stato spento durante il volo dell'incidente e i 2 precedenti, spiegando l'assenza di chiamata di altitudine durante i 2 precedenti avvicinamenti e il suo silenzio prima dell'impatto. Ulteriori indagini rivelarono che Trigana Air aveva pubblicato una cartina di avvicinamento con informazioni errate per i piloti. Essa indicava che l'altitudine minima di sicurezza era a 8 000 piedi (2 400 m), ma il volo 267 aveva impattato sulla montagna a 8 300 piedi (2 500 m). L'NTSC aveva considerato la cartina di avvicinamento a disposizione dei piloti come sbagliata, inefficace e difficile da capire. Anche la manutenzione degli aeromobili era stata eseguita male.
Il rapporto finale concluse che l'incidente era stato un volo controllato contro il suolo, causato dalla decisione dell'equipaggio di deviare dalla traiettoria di volo prevista. L'assenza di avvisi EGPWS aveva aggravato la condizione.

## Conseguenze

### Lutto
L'aereo precipitò un giorno prima che l'Indonesia celebrasse il suo 70º anniversario; Il presidente indonesiano Joko Widodo ha esortato tutti gli indonesiani a pregare e ha tenuto un minuto di silenzio per ricordare le vittime. Sono stati istituiti centri di crisi a Sentani e Jakarta. Il BASARNAS ha anche istituito tre centri di crisi a Jayapura. Il ministro dei Trasporti Ignasius Jonan ha commentato che Trigana Air "deve trattare le famiglie colpite nel miglior modo possibile". Poco dopo l'incidente, fiori e striscioni di condoglianze sono stati esposti davanti alla sede di Trigana Air. Le condoglianze sono arrivate da varie compagnie aeree, tra cui Sriwijaya Air, Aviastar e il personale capo dell'INACA.
Trigana Air dichiarò che avrebbe pagato un risarcimento in quanto aveva rivendicato la responsabilità dell'incidente, con un totale di 1,25 miliardi di rupie per ogni persona rimasta uccisa nell'incidente. Anche Jasa Raharja, una compagnia di assicurazioni, doveva pagare un risarcimento di 100 milioni di rupie per ogni persona, portando il totale a 1,35 miliardi.

### Infrastrutture
La Camera dei rappresentanti del popolo esortò il governo a migliorare il sistema di navigazione aerea in ogni aeroporto in Indonesia. Il governo indonesiano dichiarò che avrebbe collaborato con AirNav Indonesia per aggiornare le infrastrutture in Papua. C'erano dodici piccoli aeroporti programmati per l'aggiornamento da parte del governo. Tra questi c'erano l'aeroporto di Sumenep, l'aeroporto di Labuan Bajo e l'aeroporto di Oksibil. La prima fase era l'aggiornamento del sistema informativo che trasferisce i dati dai servizi di informazione di volo aeronautico (AFIS) alle torri di controllo dell'aerodromo di area (ADC). Inoltre, i bollettini meteorologici aggiornati verrebbero emessi con maggiore frequenza dalla stazione meteorologica locale. Il processo di aggiornamento delle procedure di sicurezza doveva richiedere circa sei mesi e l'aggiornamento delle torri ADC circa un anno. Anche alcune piste degli aeroporti dovevano essere ammodernate.
Andrew Herdman, capo dell'Associazione dell'Asia Pacific Airlines, ha dichiarato:

### Regolamentazione
Lo schianto riportò i riflettori sulla sicurezza dell'aviazione indonesiana. Arnold Barnet, uno statistico specializzato sulla sicurezza aerea presso il Massachusetts Institute of Technology, dichiarò al New York Times nel dicembre 2014 che il tasso di mortalità negli incidenti aerei indonesiani negli ultimi 10 anni era stato di uno su ogni milione di imbarchi di passeggeri, rispetto a un decesso per ogni 25 milioni di passeggeri per le Compagnie Aeree negli Stati Uniti. Secondo la CNN, il CEO della International Air Transport Association (IATA) Tony Tyler nel marzo 2015 aveva dichiarato che l'Indonesia aveva assistito ad almeno un grave incidente con la perdita di un aereo ogni anno dal 2010, e che l'Indonesia stessa era stata valutata "al di sotto della media globale" dall'Universal Safety Oversight Audit Program (USOAP) dell'International Civil Aviation Organization (ICAO). L'esperta di aviazione Mary Schiavo ha affermato che i precedenti incidenti della Trigana suggerivano la necessità di un migliore addestramento dei suoi piloti, poiché il volo controllato contro il suolo era un fattore nella maggior parte degli incidenti aerei mortali della compagnia aerea.

## Nella cultura di massa
L'incidente è stato oggetto nell'ottavo episodio della ventesima stagione della serie Indagini ad alta quota in onda su National Geographic Channel. L'episodio, intitolato Nessun segnale, è andato in onda per la prima volta nel febbraio 2020.